# Manuhivka, Putîvl
Manuhivka (în ucraineană Манухівка) este localitatea de reședință a comunei Manuhivka din raionul Putîvl, regiunea Sumî, Ucraina.

## Demografie
Componența lingvistică a localității Manuhivka
     Ucraineană (51,67%)
     Rusă (48,33%)
Conform recensământului din 2001, majoritatea populației localității Manuhivka era vorbitoare de ucraineană (51,67%), existând în minoritate și vorbitori de rusă (48,33%).